# Rue de Reiset
La rue de Reiset est une voie de la commune française de Colmar.

## Situation et accès
Cette voie de circulation, d'une longueur de 90 m, se trouve dans le quartier centre.
On y accède par la rue des Clefs et les places des Martyrs-de-la-Résistance et de la Mairie.
Cette voie n'est pas desservie par les bus de la TRACE.